# Sedimentazione primaria
La sedimentazione primaria delle acque reflue è uno dei trattamenti a cui vengono sottoposte le acque di scarico all'ingresso degli impianti di depurazione per rimuovere e ridurre i materiali sospesi.
Viene utilizzata negli impianti di grandi dimensioni (generalmente sopra i 20-30.000 abitanti equivalenti) per separare i solidi sospesi sedimentabili presenti nelle acque in ingresso all'impianto subito dopo le fasi di pre-trattamento, solidi che possono così essere direttamente avviati alle sezioni di trattamento fanghi.
Si ottiene in questo modo un abbattimento del BOD entrante (20-25%), dell'azoto (10%) e del fosforo (10%) riducendo il carico e quindi i consumi delle successive sezioni di trattamento biologico. In presenza di fasi di produzione di biogas da fango organico (solitamente adottate in impianti di maggiori dimensioni) si ottiene inoltre il vantaggio di alimentare un fango fresco direttamente ai digestori biologici anaerobici con un significativo contributo alla produzione di biogas.

## Procedimento
Sono normalmente previste più vasche di sedimentazione di forma circolare o rettangolare posizionate in parallelo in modo da ripartire il trattamento su più linee. Alla fase di sedimentazione primaria viene avviata la portata massima di pioggia prevista in ingresso all'impianto. All'uscita talvolta viene inserita una soglia di sfioro per limitare a questo valore la portata massima da avviare alle successive fasi biologiche, evitando a queste eccessivi sovraccarichi idraulici.
Tipologie costruttive. Vengono adottati bacini di sedimentazione di tipo rettangolare o circolare dotati di carroponti raschiafanghi "va e vieni" o rotativi, con una profondità non inferiore a 3 m e con apposite tramogge per la raccolta del fango sedimentato. 
Il fango primario sedimentato viene periodicamente inviato con elettropompe di trasferimento al trattamento fanghi. 
Per i bacini di forma rettangolare viene normalmente utilizzato un rapporto lunghezza-larghezza pari a 4. Lo scarico delle acque chiarificate avviene in canalette di sfioro situate sul lato opposto all'ingresso (vasche rettangolari) o sulla circonferenza esterna (vasche circolari). 
Nel successivo sfioratore delle acque di pioggia la soglia di sfioro viene normalmente asservita a un misuratore di portata per regolare la massima portata da avviare al trattamento biologico e può quindi essere di tipo mobile (direttamente asservita al misuratore) o di tipo fisso (con successiva paratoia autoregolata installata sul canale di ingresso alla fase biologica).

## Materiale prodotto
Il rendimento di abbattimento dei solidi sospesi in sedimentazione primaria risulta pari al 50-70% ottenendo così mediamente una produzione fanghi corrispondente a 54g SST/ab/d, con una umidità del 97-98%. I fanghi sedimentati, trascinati dai carroponti raschianti nelle tramogge di raccolta dei sedimentatori, vengono estratti attraverso opportune valvole e tubazioni di scarico per essere trasferiti ad una stazione di sollevamento che li invia al trattamento fanghi.

## Applicazioni
Eliminazione di carico organico e Solidi Sospesi Totali (SST) nelle acque reflue prima di sottoporle ai trattamenti successivi.